# Il Centurione
Il Centurione è un romanzo storico di Simon Scarrow ambientato nel 48 d.C., pubblicato in Italia nel marzo 2009 dalla casa editrice Newton Compton.
È l'ottavo romanzo della Eagles of the Empire Series con protagonisti Macrone e Catone.

## Trama
Durante il regno dell'Imperatore Claudio nel I secolo d.C., l'Impero Romano e l'Impero dei Parti tentano di imporre la loro influenza sul Regno di Palmira, che fa da cuscinetto tra i due imperi e mantiene una pace precaria. Temendo un'invasione partica della provincia romana della Siria, i Romani inviano una coorte ausiliaria per costruire una fortezza sulle rive del fiume Eufrate. In risposta, i Parti tendono un agguato al forte, massacrandone la guarnigione. Nel frattempo, la decima, la terza e la sesta legione si stanno preparando per la guerra contro i Parti.

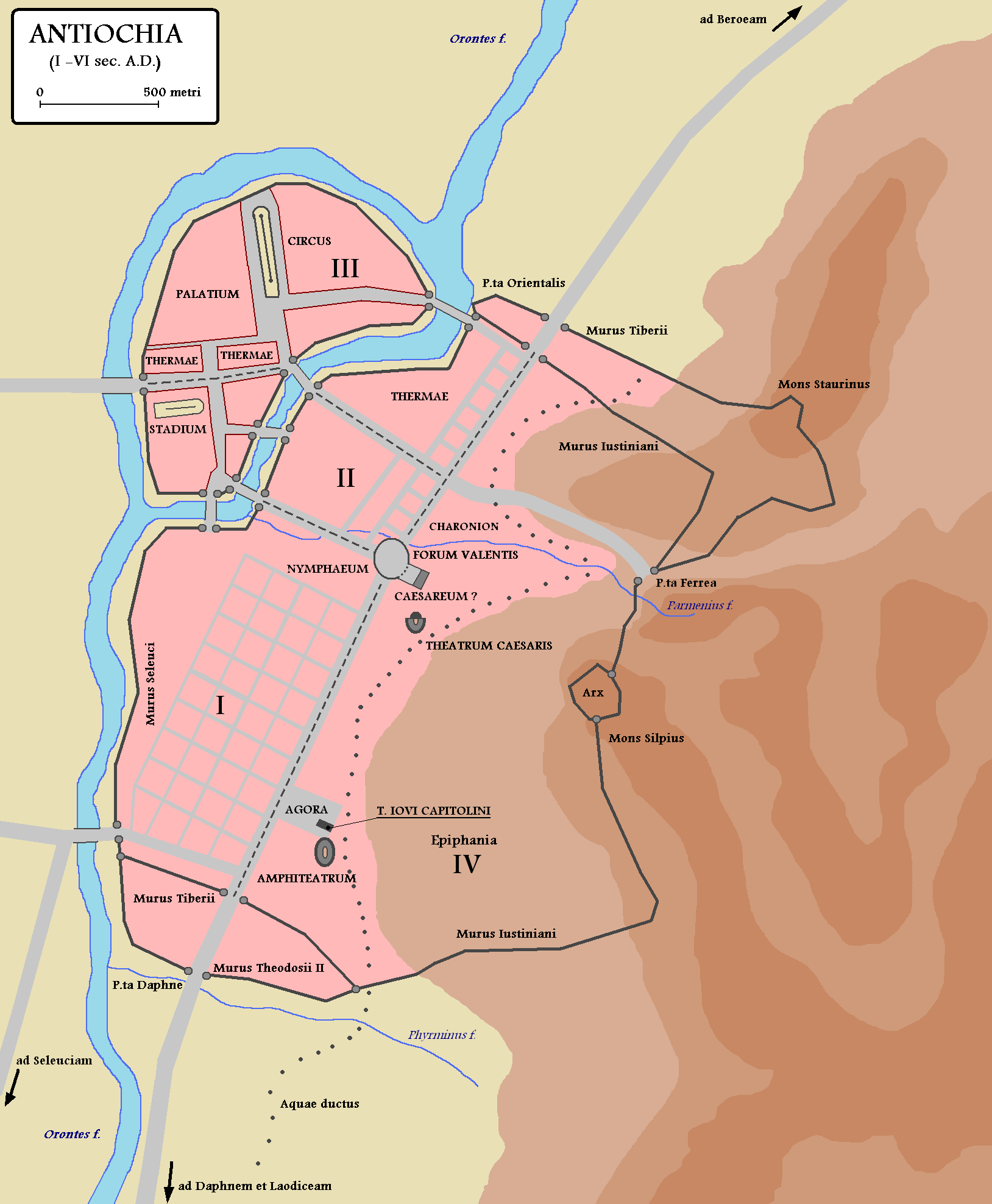
Mappa di Antiochia di Siria. Macrone e Catone vi addestrano la Seconda Coorte Illirica per diversi mesi.

Catone e Macrone sono in Siria ormai da due anni, essendovi stati inviati da Narciso, il segretario personale di Claudio, per raccogliere le prove che il governatore romano della Siria, Gaio Cassio Longino, sta progettando di usare le legioni siriane per usurpare il trono imperiale, tuttavia, finora non sono riusciti a dimostrare il suo tradimento.

Durante la loro permanenza ad Antiochia di Siria Macrone e Catone si stanno occupando della formazione e del reclutamento per la Seconda Coorte Illirica di ausiliari, che comandano rispettivamente in qualità di Prefetto e Centurione. Durante una serata in cui i legionari e gli ausiliari si distraggono tra osterie e gioco, Crispo, un legionario romano, uccide Gaio Menato, un ausiliario di cavalleria durante una discussione al gioco dei dadi, che porta Crispo ad essere condannato a morte, provocando una spaccatura tra gli ausiliari e legionari.

All'improvviso giunge un convoglio di Parti, guidato dal principe Metassa, che consegna la testa del Centurione Castore, il soldato che ha guidato gli ausiliari per costruire il forte sull'Eufrate, e minaccia l'intervento dei Parti se Roma continua ad immischiarsi negli affari di Palmira. Longino non esita a ritenere l'affronto come una dichiarazione di guerra, e convoca anche le altre due legioni, la Terza e la Sesta, ad Antiochia per organizzare la risposta romana.

Il giorno successivo, al termine dell'esecuzione della condanna a morte del legionario Crispo, giunge trafelato da Palmira il Tribuno Gaio Carinio, dove era assegnato alla scorta di un diplomatico romano, il senatore Lucio Sempronio, e comunica a Longino che Palmira è in balia di una guerra civile.

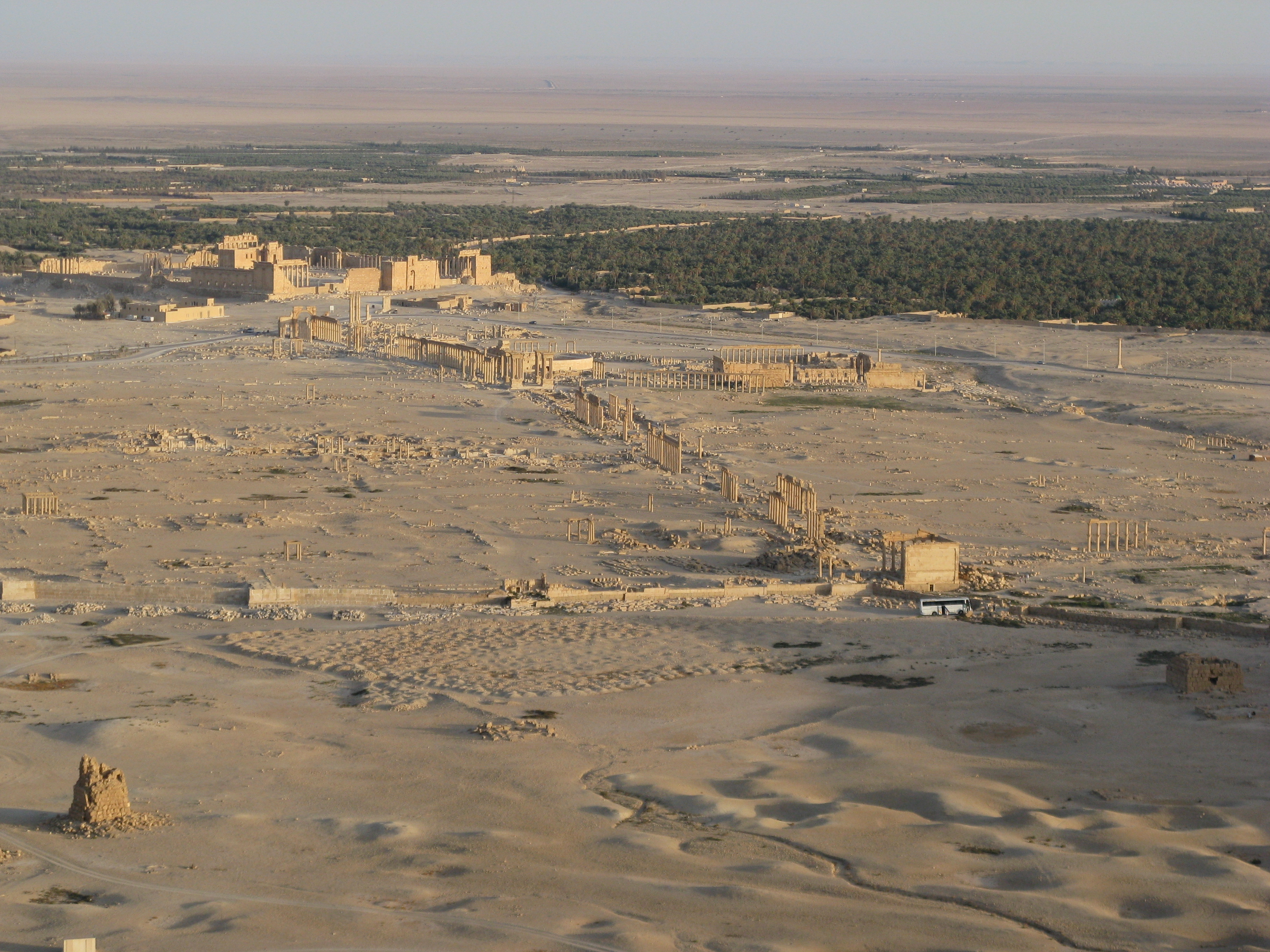
Area archeologica di Palmira. Macrone e Catone vi giungono per la prima volta per dare supporto al re Vabato durante la guerra civile.

Il Principe Artasse, che ambisce al trono di Palmira, guida un esercito contro il padre, il re Vabato, bloccandolo nella Cittadella. Temendo che i Parti arrivino prima dei romani, Longino invia due coorti per rafforzare i lealisti di Palmira finché l'intero esercito romano possa giungere in forze. Il contingente viene guidato dal Prefetto Macrone, che viene promosso al comando della Quarta Coorte della Decima Legione, mentre Catone sostituisce Macrone al comando della Seconda Coorte di ausiliari Illirici, assumendo temporaneamente il grado di Prefetto di Coorte Ausiliaria.
A circa metà del percorso verso Palmira, dopo una marcia forzata, fanno tappa presso la cittadina di Calcide, dove grazie ad un mercante riescono ad ottenere una mappa di Palmira con cui pianificano come raggiungere e liberare la cittadella dove è asserragliato Vabato. Durante l'ultimo tratto di tragitto, la colonna romana, guidata da Macrone, viene assalita ripetutamente ed infine aiutata dal misterioso Principe Balto, che brama il trono di Palmira, pur non essendo primogenito di Vabato. Balto quindi, con i suoi uomini, si unisce ai romani, e giunti a Palmira, escogita assieme a Catone e Macrone uno stratagemma per cogliere di sorpresa gli assedianti. Catone riesce a superare le mura assieme a Carpete, lo schiavo personale di Balto, attraverso i cunicoli della rete fognaria e sbuca all'interno della cittadella. Da qui, avvisati anche Vabato ed il comandante della sua Guardia Archelao, segnala a Macrone e Balto quando assalire la porta per irrompere nella città. La colonna romana, guidata da Macrone, riesce ad aprirsi la strada attraverso la città e giunta nella cittadella, si rende conto della gravità della situazione. Il terzogenito di Vabato, il Principe Artasse, è un simpatizzante dei Parti, mentre Balto, pur essendo un soldato esperto, sperpera il suo tempo in attività banali e quindi non è gradito al re, mentre il principe Ameto, il primogenito, è facilmente influenzabile, ed è spesso usato per favorire le ambizioni di Crato, un ambizioso nobile di Palmira.

Con tutte le forze a sostegno di Vabato all'interno della cittadella, nonostante le ingenti perdite inflitte agli uomini di Artasse, l'assedio continua. Di Longino non si hanno notizie e Macrone in una riunione del consiglio valuta che forse bisognerà attendere ancora venti giorni, troppi sia per le scorte di acqua sia per il timore che Artasse si inventi qualcosa per tentare di espugnare la cittadella. Catone quindi suggerisce di macellare tutti i cavalli in loro possesso, in quanto si ridurrebbero notevolmente i consumi di acqua e si incrementerebbero le scorte alimentari. Nonostante tutti i nobili e guerrieri di Palmira sono costernati all'idea di sopprimere gli utilissimi animali, il re Vabato dà ragione a Catone e ne ordina l'immediata macellazione. Frattanto per ben due volte Catone ha dovuto far ricorso alle cure mediche dei chirurghi del re ed ha conosciuto la figlia del senatore Sempronio, Giulia, che da chirurga praticante cura entrambe le volte Catone. 

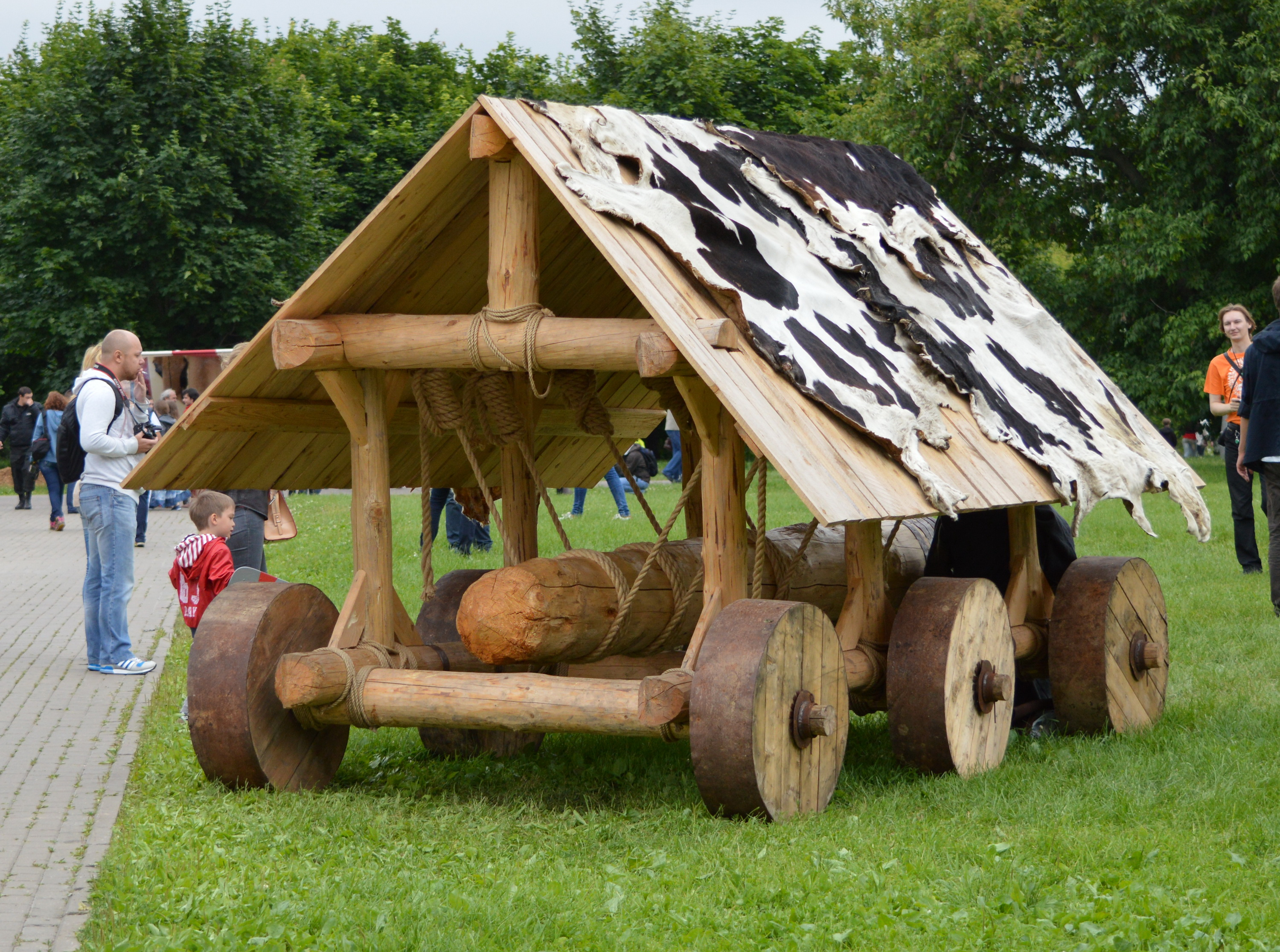
Ricostruzione di un ariete simile a quello che Macrone e Catone riescono a distruggere mentre sono assediati nella cittadella di Palmira

La mossa di Artasse ed i suoi ribelli, per espugnare la cittadella non si fa attendere, sulla piazza antistante la fortezza compare un poderoso ariete rinforzato da un'ampia tettoia coperta di pelli e spinto a braccia da numerosi soldati. L'ariete viene spinto fin quasi alle porte della cittadella ma Catone riesce abilmente a coordinare il lancio di olio bollente sulla struttura e di frecce sugli addetti all'ariete tanto da riuscire ad incendiarlo e renderlo inutilizzabile. Vabato per celebrare il successo, e lo scampato pericolo, organizza un banchetto al termine del quale Catone e Giulia trovano in un corridoio il cadavere del principe Ameto con la gola tagliata. Il maggior sospettato, anche per i romani, è Balto ma non vi sono prove contro di lui. Il re ordina al ciambellano Termone di far cercare e trovare, nel più breve tempo possibile, il colpevole affinché venga giustiziato. Nel frattempo Giulia incontra in privato Catone ed i due si innamorano.
I ribelli cambiano strategia e vengono avvistati, sulla sommità di alcune strutture che circondano la cittadella, degli onagri in costruzione. Appena le armi sono pronte cominciano ad essere utilizzate con proiettili incendiari, che sono inutili contro le mura della fortezza, ma micidiali per i tetti e le strutture interne della stessa. Infatti dopo diverse ore di lanci e con Catone che invia disperatamente ovunque servano le squadre antincendio, alcuni proiettili incendiari colpiscono i magazzini delle scorte alimentari che vengono completamente distrutti, e rimangono viveri per solo due giorni.

Macrone e Catone decidono di tentare di incontrare Artasse per vedere se disposto a trattare, almeno a far uscire dalla cittadella i civili. Ottenuto l'avallo del re, Catone incontra il principe ribelle ma questi intuendo che gli assediati stanno finendo i viveri non scende a patti con Catone confermando l'assedio e l'uccisione di chiunque provi a lasciare la cittadella, civili compresi. Tuttavia, quando ormai tutte le speranze erano perse, Longino arriva con la Decima e la Terza legione e diverse coorti ausiliarie, e toglie l'assedio. Longino rivela a Macrone e Catone che mai avrebbero dovuto raggiungere Palmira, ed erano destinati a morire nel deserto, eliminando in tal modo le due spie che avevano frustrato i suoi piani.
 
Contro il parere di Catone, Longino conduce l'esercito nel deserto, determinato a distruggere l'esercito di Artasse ed i suoi alleati Parti. Durante un attacco notturno, colto dal panico, Longino ordina la ritirata e lascia l'esercito in balia dei cavalieri dei Parti. Seguendo una strategia proposta da Catone, l'esercito riesce a sconfiggere i ribelli ed i Parti in una battaglia campale, durante la quale Artasse viene ucciso da Balto.
Tornati a Palmira, viene rivelato che Balto aveva ordinato al suo schiavo, Carpete, l'omicidio di Ameto, e viene arrestato, per essere messo a morte. Sempronio rivela che l'obiettivo dell'Impero è di annettere Palmira, e assorbire il Regno nella provincia di Siria, visto che non rimangono eredi. Macrone e Catone terminano l'incarico di Narciso e concludono il loro distacco in Oriente. Sempronio dà il suo consenso a Catone per sposare Giulia, che su richiesta di Macrone prende Gesmia come sua ancella.

## Personaggi
- Lucio Cornelio Macrone: Prefetto della Seconda Coorte Illirica, e poi della Quarta Coorte della Decima Legione.
- Quinto Licinio Catone: Centurione e poi Prefetto incaricato della Seconda Coorte Illirica.
- Castore: Centurione della Quarta centuria Seconda Coorte della Decima Legione. In missione al confine con i Parti.
- Settimo: Centurione della Coorte ausiliaria incaricata di costruire un fortino al confine. Vice di Castore.
- Gaio Cassio Longino: Governatore della Siria.
- Narciso: Segretario dell'Imperatore Claudio. Ha assegnato a Macrone e Catone la missione di verificare l'operato di Cassio Longino.
- Gaio Menato: Ausiliario di cavalleria della Seconda Coorte Illirica, ucciso da Crispo.
- Marco Metello Crispo: Optio della Quarta centuria, Seconda Coorte, Decima Legione. Uccide durante una rissa Menato.
- Porzio Cimbro: Centurione della Seconda centuria, Terza Coorte, Decima Legione.
- Gallo Amazio: Legato della Decima Legione Fretensis.
- Metassa: Principe dei Parti che da inizio alle ostilità contro i Romani.
- Vabato: Sovrano di Palmira.
- Gotarze: Re dei Parti.
- Gaio Carinio: Tribuno della Sesta Legione Ferrata. Distaccato a Palmira come scorta del senatore Sempronio.
- Principe Artasse: Terzo figlio di Vabato e suo favorito. Guida i ribelli contro il fratello, e viene ucciso in battaglia da Balto.
- Principe Ameto: Primo figlio di Vabato. Ucciso da Carpeto dietro ordine del Principe Balto.

- Principe Balto: Secondo figlio di Vabato.
- Termone: Ciambellano di re Vabato.
- Parmenione: Centurione della Seconda Coorte Illirica.
- Publio Galeno: Ausiliario della Seconda Coorte Illirica.
- Decimo Tadio: Legionario della Sesta centuria della Quarta Coorte della Decima Legione.
- Temocrite: Chirurgo greco della Seconda coorte Illirica.
- Gaio Primo: Ausiliario della Seconda Coorte Illirica.
- Aquila: Centurione della Seconda Coorte Illirica.
- Carpete: Schiavo di Balto e dietro suo ordine uccide il principe Ameto.
- Orazio: Centurione della Seconda Coorte Illirica.
- Archelao: Comandante dei mercenari greci che compongono la Guardia Reale di Palmira.
- Lucio Sempronio: Ambasciatore Romano presso il Regno di Palmira.
- Giulia Sempronia: Figlia dell'ambasciatore Lucio Sempronio, chirurgo ed innamorata di Catone.
- Metello: Centurione della Prima Centuria della Seconda Coorte Illirica.
- Crato: Nobile e consigliere della corte di re Vabato.
- Gesmia: Orfana di Palmira a causa della battaglia. Diviene ancella di Giulia.
- Ayshel: Fratello minore di Gesmia.
- Bracco: Centurione della Quarta Coorte della Decima Legione.
- Calpurnio: Ausiliario della Seconda Coorte Illirica.
- Demetrio: Comandante della guardia del corpo di re Vabato.

## Ambientazione
| Anno    | Età Macrone | Età Catone | Ambientazione |
| ------- | ----------- | ---------- | ------------- |
| 48 d.C. | 40 anni     | 23 anni    |               |

## Edizioni
- Simon Scarrow, Il Centurione, traduzione di Stefania Di Natale, collana Nuova Narrativa Newton, Newton Compton, 12 marzo 2009,  p. 382, ISBN 978-88-541-1209-4.
- Simon Scarrow, Il Centurione, traduzione di Stefania Di Natale, collana Newton Pocket, Newton Compton, 22 aprile 2010,  p. 382, ISBN 978-88-541-1761-7.
- Simon Scarrow, Il Centurione, traduzione di Stefania Di Natale, collana Grandi Tascabili Contemporanei, Newton Compton, 18 gennaio 2011,  p. 384, ISBN 978-88-541-2372-4.
- Simon Scarrow, Il Centurione, traduzione di Stefania Di Natale, collana Gli Insuperabili, Newton Compton, 21 luglio 2016,  p. 384, ISBN 978-88-541-9624-7.
- Simon Scarrow, Il Centurione, traduzione di Stefania Di Natale, collana Gli Insuperabili Gold, Newton Compton, 13 luglio 2017,  p. 384, ISBN 978-88-227-0706-2.
- Simon Scarrow, Il centurione, il gladiatore, la legione, traduzione di Stefania Di Natale, collana SuperInsuperabili, Newton Compton, 10 settembre 2020,  p. 1.018, ISBN 978-88-541-6101-6.[4]

## Analisi
- Il Centurione è il primo romanzo della serie che, nella versione originale, non riporta più nel titolo la parola Eagle (Aquila). È stato il primo romanzo di Simon Scarrow, nel 2009, ad essere tradotto e pubblicato in Italia.

- È il secondo romanzo, consecutivo, ambientato in Medio Oriente.

- È il primo romanzo in cui compare il personaggio di Giulia Sempronia, futura moglie di Catone.

- È il secondo romanzo, consecutivo, in cui compaiono i personaggi di Gaio Cassio Longino, il governatore della Siria, e Parmenione, centurione della Seconda Coorte Illirica. La loro prima apparizione risale al romanzo L'aquila dell'impero.

- Nel romanzo Catone viene promosso, per la prima volta, al grado di Prefetto di Coorte Ausiliaria, anche se temporaneamente. Parimenti Macrone viene promosso a Prefetto di Coorte Legionaria.